# Sant'Eusebio (Cinisello Balsamo)

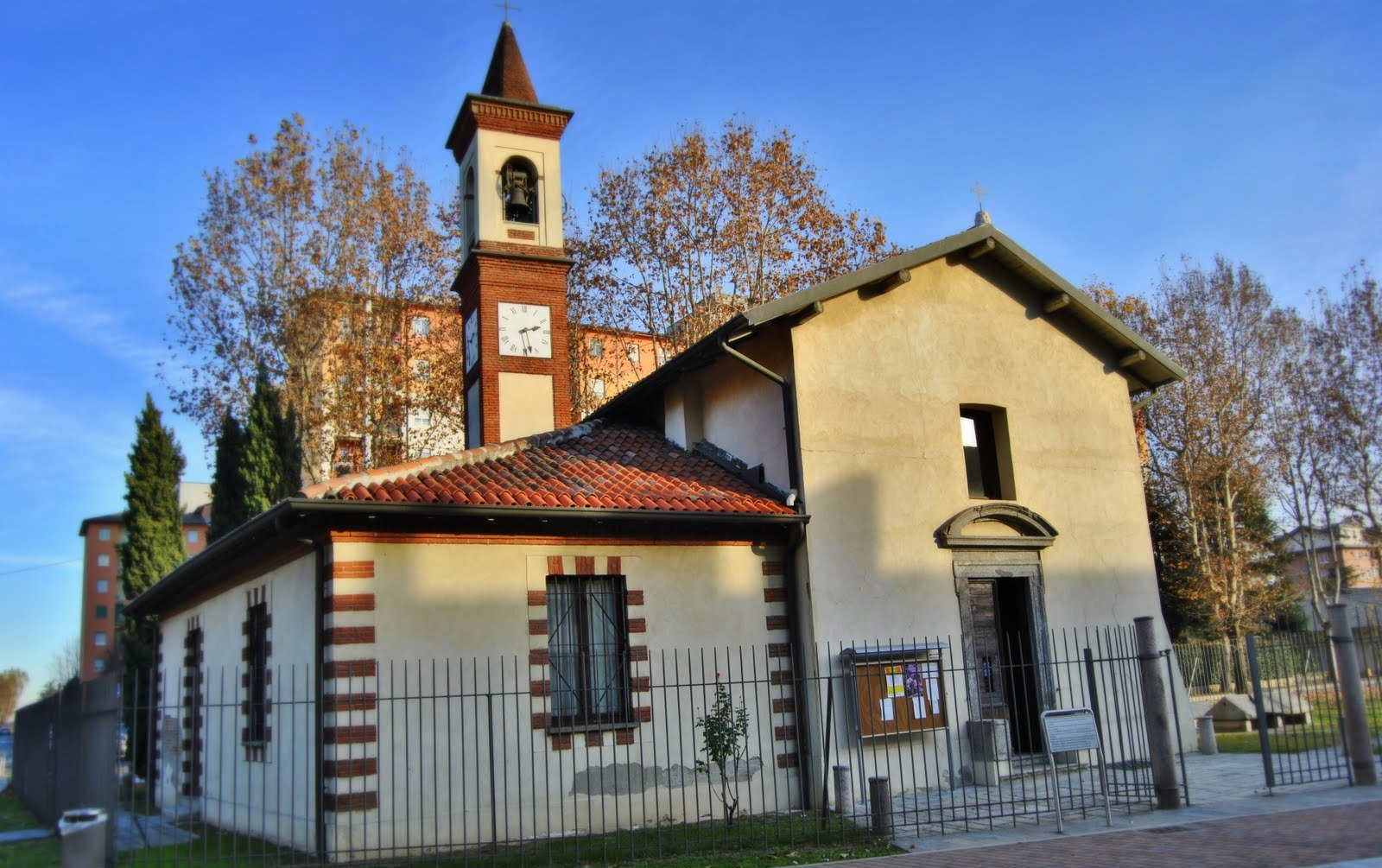
Chiesetta di Sant'Eusebio

Sant'Eusebio è un quartiere di Cinisello Balsamo in provincia di Milano.
Il quartiere si sviluppa attorno all'antica chiesetta di Sant'Eusebio (dalla quale prende il nome) ed è compreso fra il quartiere di Borgo Misto, Taccona, e l'autostrada A52 che è anche il confine fra il comune di Cinisello Balsamo e Nova Milanese.

## Luoghi d'interesse
- La Chiesetta di Sant'Eusebio.
- Parco del Grugnotorto.
- Stadio Gaetano Scirea.
  - Valassina
  - Istituto Universitario Zandonai-Garcia.
  - I palazzi di Sant'Eusebio.
  - Romio Vallanzasca.